# Praga-Południe
Praga Południe (Södra Praga) är ett distrikt i Warszawa, beläget på östbanken av floden Wisła. Det är en del av den större Pragaregionen.